# 卡蒂·托尔莫夫
卡蒂·托尔莫夫（1983年12月3日—），爱沙尼亚女子羽毛球運動員。

## 簡歷
2008年，卡蒂·托尔莫夫代表爱沙尼亚出戰北京奥运会羽毛球女子單打比賽，在首圈以1比2（21-18、18-21、19-21）負於愛爾蘭的克洛伊·马吉出局。
2015年8月，托尔莫夫參加印尼雅加達舉行的世界羽毛球錦標賽，出戰女子單打項目，首圈就以0比2（15-21、11-21）不敵香港的張雁宜出局。

## 主要比賽成績
只列出曾進入準決賽的國際賽事成績：
| 年份   | 賽事                     | 公開賽級別 | 項目     | 成績   |
| ------ | ------------------------ | ---------- | -------- | ------ |
| 2008年 | 蘇格蘭羽毛球國際賽       | 國際挑戰賽 | 女子單打 | 亞軍   |
| 2009年 | 愛沙尼亞羽毛球國際賽     | 國際系列賽 | 女子單打 | 準決賽 |
| 2014年 | 白夜羽毛球賽             | 國際挑戰賽 | 女子單打 | 準決賽 |
| 2014年 | 意大利羽毛球國際賽       | 國際挑戰賽 | 女子單打 | 準決賽 |
| 2015年 | 愛沙尼亞羽毛球國際賽     | 國際系列賽 | 女子單打 | 亞軍   |
| 2015年 | 土耳其羽毛球國際賽       | 國際系列賽 | 女子單打 | 冠軍   |
| 2015年 | 挪威羽毛球國際賽         | 國際系列賽 | 女子單打 | 亞軍   |
| 2015年 | 芬蘭羽毛球國際賽         | 國際系列賽 | 女子單打 | 準決賽 |
| 2015年 | 愛爾蘭羽毛球公開賽       | 國際挑戰賽 | 女子單打 | 準決賽 |
| 2015年 | 土耳其梅爾辛羽毛球國際賽 | 國際挑戰賽 | 女子單打 | 亞軍   |
| 2016年 | 愛沙尼亞羽毛球國際賽     | 國際系列賽 | 女子單打 | 準決賽 |
| 2016年 | 秘魯羽毛球國際賽         | 國際挑戰賽 | 女子單打 | 準決賽 |

| 2007-2017年 | 首要超級賽 | 超級賽 | 黃金大獎賽 | 大獎賽 | 國際挑戰賽 | 國際系列賽 | 未來系列賽 | 其他 |

| 2018-2026年 | 總決賽 | 超級1000賽 | 超級750賽 | 超級500賽 | 超級300賽 | 超級100賽 | 國際挑戰賽 | 國際系列賽 | 未來系列賽 | 其他 |

### 奧運會和世錦賽參賽紀錄
|          | 2001 | 2003 | 2004 | 2005 | 2006 | 2007 | 2008         | 2009 | 2010 | 2011 | 2012 | 2013 | 2014 | 2015 | 2016       |
| -------- | ---- | ---- | ---- | ---- | ---- | ---- | ------------ | ---- | ---- | ---- | ---- | ---- | ---- | ---- | ---------- |
| 女子單打 | 64強 | －   | －   | 32強 | 64強 | 64強 | 第一輪(64強) | 32強 | －   | －   | －   | －   | －   | 48強 | 小組第二名 |